# 皮伯雷格
皮伯雷格是奥地利施蒂利亚州沃茨伯格县的一个市镇。总面积14.38平方公里，总人口389人，人口密度27.1人/平方公里（2005年）。